# Ele Não Desiste de Você
Ele Não Desiste de Você é o quinto álbum de estúdio do cantor Marquinhos Gomes, sendo o oitavo trabalho de sua carreira solo. O álbum foi lançado em 2010 de forma Independente pelo próprio selo do cantor, Sem Limites Produções.
Músicas como "Não Morrerei", "Todo Poderoso Deus" e a faixa título, "Ele Não Desiste de Você", se consagraram como grandes sucessos do cantor, resultando em mais de 250 mil cópias vendidas do CD, o que lhe rendeu um Disco de Platina, enquanto o DVD comercializou mais de 70 mil unidades.

## Faixas
1. Não Morrerei
2. Eu Sonhei
3. Nasci pra Vencer
4. Porque Dele e por Ele
5. Uma Coisa Nova
6. Ele Não Desiste de Você
7. Todo Poderoso Deus
8. Chegada do Leão
9. Chuva de Poder
10. Socorro de Deus
11. Mil Cairão
12. Nas Mãos de Deus
13. Sem Fé é Impossível